# Buena (Washington)
Buena es un área no incorporada ubicada en el condado de Yakima en el estado estadounidense de Washington.

## Geografía
Buena se encuentra ubicado en las coordenadas 46°25′43″N 120°18′48″O / 46.42861, -120.31333.